# Megalurulus rufus
Megalurulus rufus е вид малка птица от семейство Locustellidae, единствен представител на род Trichocichla. Видът е застрашен от изчезване.

## Разпространение
Видът е ендемичен за остров Фиджи.